# Comarca de Bergantiños
Bergantiños is een comarca van de Spaanse provincie A Coruña. De hoofdstad is Carballo, de oppervlakte 741,9 km2 en het heeft 70.698 inwoners (2005).

## Gemeenten
Cabana de Bergantiños, Carballo, Coristanco, A Laracha, Laxe, Malpica de Bergantiños en Ponteceso.